# Calophya verticornis
Calophya verticornis är en insektsart som beskrevs av Kae Kyoung Kwon 1983. Calophya verticornis ingår i släktet Calophya och familjen Calophyidae. Inga underarter finns listade i Catalogue of Life.